# Abenakové
Abenakové (anglicky Abenaki, Abinaki, Abnaki) jsou jeden z indiánských kmenů. Žijí jednak v pobřežních provinciích Kanady (a řadí se proto mezi kanadské první národy) a jednak na území Nové Anglie ve Spojených státech amerických (a řadí se proto mezi americké indiány). Jazykově patří mezi algonkinské kmeny, přesněji do východní algonkinské jazykové skupiny. Začátkem 21. století se v rámci sčítání identifikovalo jako Abenakové jen několik tisíc lidí – i s těmi, kteří se jen prohlašují za potomky Abenaků, jich v Kanadě a ve Spojených státech amerických bylo dohromady přibližně osm tisíc.
Podle Abenaků se nazývá třída Abnaki, třída dvaadvaceti zaoceánských remorkérů Námořnictva Spojených států amerických postavená během druhé světové války.